# 勞里海崖
勞里海崖（英語：Lowry Bluff），是南極洲的海崖，位於維多利亞地的斯科特海岸，處於納什嶺東端，屬於艾森豪山脈的一部分，海拔高度1,070米，美國地質調查局根據測量和該國海軍的空中照片繪入地圖，現時由南極條約體系管理。